# Mouvement asio-américain
Le mouvement asio-américain, ou American Asian Movement (AAM), est un mouvement sociopolitique au sein duquel un militantisme populaire généralisé des Américains d'origine asiatique a entraîné un changement racial, social et politique aux États-Unis. 
Il a atteint son apogée de la fin des années 1960 au milieu des années 1970. Pendant cette période, les Américains d'origine asiatique ont encouragé l'activisme anti-guerre et anti-impérialiste, s'opposant directement à ce qui était perçu comme une guerre injuste au Viêt Nam. Le mouvement des américains d'origine asiatique (American Asian Movement, AAM) diffère de l'activisme américano-asiatique précédent en raison de son accent mis sur le panasianisme et de sa solidarité avec les mouvements américains et du tiers monde tels que le Third World Liberation Front (TWLF).
Daryl Joji Maeda affirme que « Son principe fondateur de la politique de la coalition met l'accent sur la solidarité entre les Asiatiques de toutes les ethnies, la solidarité multiraciale entre les Américains d' origine asiatique, ainsi qu'avec les afro-américains, les latinos, et les Amérindiens aux États-Unis, et internationale avec les peuples du monde entier touché par le militarisme américain ». 
Le mouvement était initialement basé sur les étudiants, il émerge simultanément sur divers campus universitaires et dans diverses communautés urbaines. L'AAM était principalement concentré dans la région de la baie de San Francisco, à Los Angeles et à New York, mais s'étendait même jusqu'à Honolulu. Le mouvement a mis en place des programmes de service communautaire, crée de l'art, de la poésie, de la musique et des œuvres dans de nombreux domaines artistiques ; il a offert un nouveau sens au projet d'autodétermination ; il a élevé la conscience politique et raciale des Américains d'origine asiatique.

## Pré-mouvement
Avant les années 1960, les immigrants asiatiques vivaient aux États-Unis depuis plus d'un siècle à l'ombre d'un imaginaire social et politique forgé par le spectre du péril jaune. Au cours de cette période, l'idéologie raciste enracinée dans le colonialisme a laissé croire que les immigrants asiatiques constituaient une menace pour la civilisation occidentale. Cette croyance a entraîné l'oppression et la maltraitance des Asiatiques de génération en génération. Des évènements historiques tels que la loi sur l'exclusion des Chinois, les camps d'internement pour les nippo-américains et la guerre du Viêt Nam ont ajouté à la liste des griefs que de nombreux Américains d'origine asiatique avaient à l'encontre de la société américaine au cours des années qui ont précédé l'AAM. 
Au cours des années qui ont précédé l'AAM, les Américains d'origine asiatique ont été régulièrement regroupés comme un seul et même groupe avec pour seules fins l'exclusion, et cela bien qu'ils aient des origines ethniques et culturelles très diverses. La majorité de la société américaine considérait les Américains d'origine asiatique comme des "étrangers perpétuels".  
Bien que l'activisme contre cette discrimination fasse partie de la culture asiatique dès avant les années 1960, il avait une portée limitée et manquait d'un large soutien. La politique de classe visait à obtenir de meilleurs salaires et de meilleures conditions de travail ; la politique de la patrie a tenté de renforcer les positions internationales de leurs pays d'origine ou de les libérer du pouvoir colonial ; la politique assimilationniste a tenté de démontrer que les Asiatiques étaient dignes des droits et privilèges de la citoyenneté. Entre le début et le milieu des années 1960, un certain nombre de militants américains d'origine asiatique, tels que Yuri Kochiyama, ont participé de façon individuelle aux divers mouvements de contestation comme le Free Speech Movement, le mouvement pour les droits civiques et l'opposition à la guerre du Viêt Nam. Ces cas d'activisme social et politique ne traitaient pas directement des problèmes auxquels les Américains d'origine asiatique étaient confrontés à l'époque. Les immigrants asiatiques étaient en grande partie divisés en Amérique. Avant les années 1960, la solidarité entre les différentes communautés d’immigrants asiatiques était très faible. Ces groupes disparates traitaient en grande partie de questions concernant leurs propres communautés ethniques et de leurs cercles proches, en concentrant l'essentiel de leurs efforts sur la survie dans un environnement d'exclusion. En raison de ces facteurs, l'activisme des années 1960 n'a jamais atteint le niveau d'un mouvement. 

## L'Alliance politique américano-asiatique
Yuji Ichioka et Emma Gee fondèrent l'Alliance politique américano-asiatique (Asian American Political Alliance, AAPA) et utilisèrent pour la première fois le terme Asio-américains. Comme les Asio-américains étaient appelés Orientaux avant 1968, la création de l'AAPA a remis en question l'utilisation de ce terme péjoratif. Selon Karen Ishizuka , l'étiquette Asio-Américan était « une identité politique oppositionnelle empreinte de définition de soi et d'autonomisation, indiquant une nouvelle façon de penser ». Contrairement à l'activisme précédent, l'AAM et, par extension, des organisations comme l'AAPA ont adopté une perspective pan-asiatique au sein de leurs organisations en acceptant des membres des communautés chinoise, japonaise et philippine, qu'ils soient nés en Amérique ou immigrés. La promotion d'une idéologie pan-asiatique a réuni les groupes auparavant séparés au sein des différentes communautés américaines d'origine asiatique pour lutter contre une oppression raciale commune vécue dans le pays. 
Le mouvement a puisé son influence des mouvements Black Power et anti-guerre. Les militants du mouvement américano-asiatique ont déclaré leur solidarité avec d’autres peuples aux États-Unis et à l’étranger. Des activistes comme Richard Aoki, par exemple, ont milité au Black Panther Party avant de participer à la création de l'AAPA. De manière significative, la dynamique mondiale de décolonisation et le Black Power ont contribué à créer les conditions politiques nécessaires pour relier le pan-asianisme à l'internationalisme du tiers monde. Certains segments du mouvement luttaient pour le contrôle de l'éducation par la communauté, fournissaient des services sociaux et défendaient l'accès à des logements abordables dans les ghettos asiatiques, organisaient les travailleurs exploités, protestaient contre l'impérialisme américain et mettaient en place de nouvelles institutions culturelles multiethniques.  

 Lors du rassemblement de l'AAPA, le 28 juillet 1968, Richard Aoki prononça un discours résumant l'idéologie de l'organisation: 
« Nous, Américains d'origine asiatique, pensons que la société américaine a toujours été et reste fondamentalement raciste et que, historiquement, nous nous sommes adaptés à cette société pour survivre... 
Nous, Américains d'origine asiatique, soutenons tous les mouvements de libération non blancs et croyons que toutes les minorités, pour être véritablement libérées, doivent avoir un contrôle total sur les institutions politiques, économiques et sociales de leurs communautés respectives. 

Nous, Américains d'origine asiatique, nous nous opposons aux politiques impérialistes poursuivies par le gouvernement américain... »
Ichioka et Gee ont inclus les mots politique et alliance dans le nom de leur groupe pour souligner son orientation pan-asiatique, sa position anti-impérialiste et son appartenance au Front de libération du Tiers-monde,. 